# Thranduil
Thranduil é um personagem fictício do legendarium da Terra Média de J. R. R. Tolkien. Ele aparece inicialmente como um personagem secundário em O Hobbit, onde é conhecido simplesmente como o Rei Élfico, soberano dos Elfos que habitavam o reino florestal de  Trevamata. O personagem é formalmente nomeado em O Senhor dos Anéis e tem breves menções em O Silmarillion e Contos Inacabados.
Thranduil também aparece em adaptações de O Hobbit em outras mídias. Na trilogia cinematográfica de O Hobbit (2012–2014), seu papel é expandido com base em informações dos trabalhos posteriores de Tolkien e em material original criado pelos cineastas. Interpretado pelo ator americano Lee Pace, Thranduil foi bem recebido por fãs e críticos.

## Desenvolvimento

Mapa esquemático do nordeste de Trevamata na Terceira Era, mostrando os Salões do Rei Élfico, a Montanha Solitária de Erebor e Esgaroth no Lago Longo.

Thranduil é um dos Sindar, ou Elfos Cinzentos, que falam Sindarin em vez de Quenya, a língua usada pelos Elfos Noldor, como Galadriel. O nome "Thranduil" significa "primavera vigorosa" em Sindarin. Após o fim da Primeira Era e a destruição de grande parte de Beleriand durante a Guerra da Ira, muitos Sindar migraram para o leste da Terra Média. Ao cruzarem as Montanhas Nevoentas, encontraram populações de Elfos Silvanos vivendo nas florestas próximas ao rio Anduin. Os Sindar foram acolhidos por esses povos, e alguns, como Thranduil, tornaram-se líderes e governantes. No Apêndice B de O Senhor dos Anéis, Tolkien afirma que Thranduil foi um dos Sindar que migraram para o leste no início da Segunda Era e estabeleceram reinos entre os Elfos Silvanos. Textos posteriores em Contos Inacabados indicam que o pai de Thranduil, Oropher, foi o fundador do reino, que originalmente abrangia as porções sul da floresta de Grande Floresta Verde, posteriormente conhecida como Trevamata.
Tolkien descreveu Thranduil em O Hobbit como tendo "cabelos dourados" e usando uma coroa de folhas vermelhas e bagas no outono, substituída por uma coroa de flores na primavera.

## Biografia
Thranduil marchou com seu pai e um grande exército de seu povo para se juntar à Última Aliança de Elfos e Homens na guerra contra Sauron no final da Segunda Era. Os Elfos sofreram pesadas perdas, incluindo Oropher, morto na Batalha de Dagorlad diante do Portão Negro de Mordor. Após a guerra, Thranduil, agora rei de seu povo, liderou os remanescentes de seu exército, apenas um terço do que partira, de volta ao lar em Trevamata. Ao saber da tragédia dos Campos de Lis pouco após seu retorno, Thranduil tentou ajudar os Dúnedain, mas chegou tarde demais para salvá-los, conseguindo apenas completar a destruição da horda de Orcs e evitar a profanação dos mortos.
Durante a Terceira Era, Thranduil conduziu seu povo para o canto nordeste da floresta e ali construiu uma fortaleza subterrânea e uma série de grandes salões. Ele se inspirou nos salões de Thingol em Menegroth em Doriath durante a Primeira Era, e, como Thingol, contou com a habilidade dos Anães para construir sua fortaleza.
Localizado no extremo norte e na borda leste de uma Trevamata cada vez mais perigosa, o reino de Thranduil era relativamente isolado, mas ele mantinha comércio com os Anães e Homens de Erebor, Valfenda e Esgaroth (Cidade do Lago). Um ataque do dragão Smaug destruiu Erebor e Valfenda, reduzindo Esgaroth a uma sombra de seu antigo esplendor, embora o comércio de vinho entre o lago e a floresta permanecesse próspero.
Essa situação mudou com a chegada de Bilbo Bolseiro e uma companhia de Anães, em sua missão para recuperar Erebor. Os Anães foram capturados pelos guardas de Thranduil e, desconfiado de suas intenções, ele os prendeu em suas masmorras, de onde escaparam dentro de barris.

Em um grande salão com pilares esculpidos na rocha viva, sentava-se o Rei Élfico em uma cadeira de madeira entalhada. Em sua cabeça, havia uma coroa de bagas e folhas vermelhas, pois o outono chegara novamente. Na primavera, ele usava uma coroa de flores silvestres. Em sua mão, segurava um bastão de carvalho entalhado. – O Hobbit: "Barris Foras de Controle"

Após a morte de Smaug, Thranduil, junto com o povo de Esgaroth, exigiu uma parte do tesouro de Erebor, iniciando um confronto com a companhia de Thorin, reforçada por um exército das Colinas de Ferro, que quase levou à guerra. A guerra com os Anães foi evitada pela intervenção do mago Gandalf com a chegada das forças aliadas de Orcs e Wargs. O exército combinado de Elfos, Anães e Homens venceu na subsequente Batalha dos Cinco Exércitos, mas a um alto custo de vidas.
Durante os eventos da Guerra do Anel, conforme descrito em O Senhor dos Anéis, Thranduil fez o que pôde para ajudar seus aliados, incluindo manter a criatura Gollum em suas masmorras para interrogatório por Gandalf sobre a história do Um Anel. Gollum escapou com a ajuda de Orcs que atacaram o reino de Thranduil, e seu filho Legolas foi enviado a Valfenda para buscar o conselho de Elrond e Gandalf. Thranduil e seu povo resistiram aos ataques das forças de Sauron durante as batalhas no norte. Após derrotar seus inimigos no norte, as forças de Thranduil moveram-se para o sul e, junto com os exércitos de Lorien sob Celeborn e Galadriel, destruíram Dol Guldur, purificando Trevamata da influência maligna de Sauron. Após a guerra, Thranduil e Celeborn renomearam Trevamata como Eryn Lasgalen, a Floresta de Folhas Verdes. O reino de Thranduil expandiu-se após as guerras, e ele e seu povo desfrutaram de paz.

## Adaptações

### Trilogia cinematográfica deO Hobbit
Peter Jackson escalou Lee Pace para a trilogia cinematográfica de O Hobbit (2012–2014), afirmando que Pace era o favorito dos cineastas para o papel após sua atuação no filme de 2006 The Fall.
A roteirista e produtora neozelandesa Philippa Boyens, coautora do roteiro de O Hobbit, observou que Tolkien revelou informações detalhadas sobre Thranduil, incluindo seu nome e história, apenas na sequência do livro. Boyens destacou que havia "muita história" por trás de Thranduil, tornando-o um personagem interessante, embora os cineastas precisassem criar ou expandir elementos de sua narrativa devido à escassez de informações no material original.
Na trilogia, os Elfos de Trevamata são um elemento secundário no romance, e Thranduil, em particular, não tem conflitos diretos com Thorin ou sua companhia de Anães, sendo presos apenas por invadirem seu território e se recusarem a explicar seus motivos. A narrativa de Thranduil como um líder isolacionista foi identificada pelos roteiristas, que trabalharam com Pace para desenvolver a história do personagem. Na série de filmes, Thranduil monta um alce gigante semelhante a um Megaloceros; o "alce" era um cavalo chamado Moose, maquiado para parecer um cervo. Essa versão do personagem é retratada como um tanto desequilibrada.
| “ | Com essas pequenas pistas, construímos o personagem, e estou muito animado com o que criamos. Ele é complexo. Os elfos de Tolkien são criaturas fascinantes; sempre achei que são menos humanos e mais como forças da natureza, como uma nevasca ou um grande felino perigoso na selva. — Lee Pace | ” |

Pace se referiu a Thranduil como o "Rei Élfico" em vez de seu nome real durante entrevistas, seguindo o uso de Tolkien em O Hobbit, que Pace leu quando estudante do ensino médio. Em entrevista ao The Georgia Straight [en], Pace explicou que Thranduil, diferentemente de outros personagens vilanescos que interpretou, como Ronan, o Acusador, é moralmente ambíguo, pois apenas entra em conflito com os Anães. Pace destacou a importância de encontrar prazer em interpretar personagens grandiosos e de descobrir quem é o personagem com as poucas informações disponíveis. Ele elogiou o elenco e a equipe de O Hobbit como inspiradores, notando que estavam coletivamente contando uma grande história, construída em tela verde, sem saber ao certo como seria o resultado final.

### Em outras mídias
Na versão animada de O Hobbit de 1977 [en], Thranduil é dublado por Otto Preminger.
Thranduil é um dos heróis jogáveis em The Lord of the Rings: The Battle for Middle-earth II (2006), um jogo de estratégia em tempo real, unindo-se a Elrond, Arwen, Glorfindel e os Anães na destruição de Dol Guldur na batalha final da história do bem, e sucumbindo aos Goblins reunidos pelo Boca de Sauron na história alternativa do mal.
Em 2020, a Weta Workshop lançou uma edição limitada de uma estátua retratando a versão de Thranduil da trilogia de O Hobbit, sentado em seu trono com um guarda em posição de atenção à sua frente. A estátua reproduz a semelhança de Pace para o personagem e é projetada na escala 1:6, medindo 105 cm de largura e 100 cm de altura.

## Recepção e análise

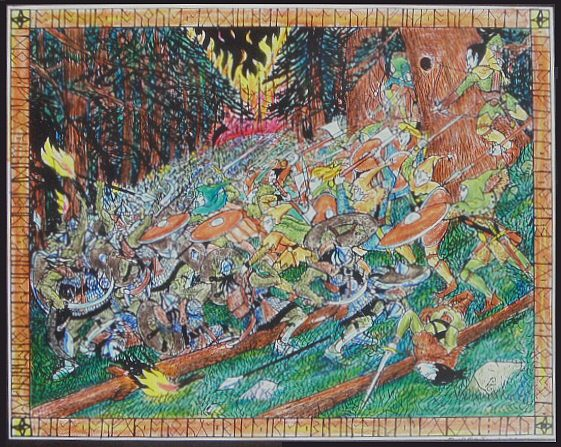
Batalha Sob as Árvores: Depição de Tom Loback do ataque de Dol Guldur aos elfos silvestres de Thranduil em Trevamata.

### Tolkien
Em um artigo publicado pela Tor.com como parte da série quinzenal "Explorando os Povos da Terra Média", Megan N. Fontenot achou surpreendente que, em A Sociedade do Anel, nenhum dos participantes do Conselho de Elrond [en] dê muita atenção ao status de Legolas como herdeiro de Thranduil. Fontenot considerou a história de Thranduil subdesenvolvida, pois seu nome aparece mais nos Apêndices do que na narrativa principal.
Tom Loback [en], escrevendo em Mythlore [en], tentou avaliar a força das tropas de orcs que atacaram Thranduil na batalha sob as árvores escuras de Trevamata (Dagor Dauroth). Ele estimou, com base nos termos padrão usados por Tolkien para forças militares e na necessidade de que fossem superiores às de Thranduil, que o Rei Bruxo usou uma "legião" de cerca de 10.000 orcs para a primeira incursão e um "exército" de duas ou três legiões para o ataque principal.

### Trilogia deO Hobbit

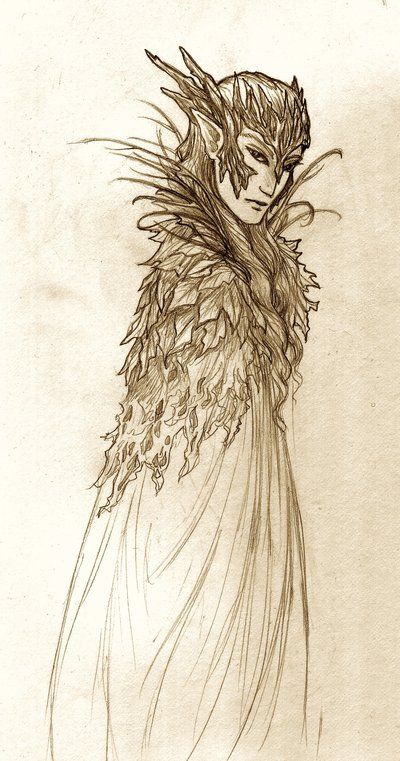
Arte de fã de Thranduil, o Rei Élfico

A interpretação de Lee Pace como o Rei Élfico na trilogia de Jackson foi calorosamente recebida. Dennis Perkins, do The A.V. Club, considerou que a "intensidade inquietante" de Pace o tornou um "ótimo rei élfico". Alisha Coelho, do The Times of India, descreveu o Thranduil de Pace como um "rei frio, calculista e condescendente", mais bonito que Galadriel, mas com menos coração que Elrond. A Business Review elogiou a atuação "agressiva" de Pace como Thranduil como uma das melhores de A Batalha dos Cinco Exércitos, destacando que o filme oferece uma melhor visão das motivações do Rei Élfico e das razões por trás de sua perspectiva isolacionista.
Nathan Caddell, do The Georgia Straight [en], observou que Pace "tentou ser o mais fiel possível ao material original que amava, usando qualquer pista para obter mais informações sobre seu papel", destacando que, embora seja discutível se Thranduil é um personagem maligno, o "elfo vingativo" é um contraste com papéis anteriores de Pace, que refletiam sua personalidade calorosa. Em uma crítica da edição em 4K Ultra HD Blu-Ray de A Desolação de Smaug, M. Enois Duarte, do High-Def Digest, escreveu que o confronto entre Thorin e Thranduil foi um dos aspectos mais interessantes do material expandido introduzido pela visão de Jackson da narrativa original de Tolkien para O Hobbit.
Por outro lado, Kirsten Acuna, do Business Insider, considerou as motivações de Thranduil na série de filmes contraditórias; ela observou que ele enfatiza repetidamente a prioridade de proteger seu povo para justificar sua relutância em ajudar outras comunidades em A Desolação de Smaug, mas, na sequência, está disposto a arriscar o mesmo por uma guerra pelas Gemas Brancas. Ainda assim, ela achou Thranduil mais carismático ao final de A Batalha dos Cinco Exércitos.
Tanja Välisalo, em um estudo empírico sobre a recepção do público dos filmes de O Hobbit, descobriu que Thranduil foi mencionado por pouco menos de 5% dos entrevistados, colocando-o em sétimo lugar na lista de personagens favoritos do elenco dos filmes. Eles consideraram o personagem sexualmente atraente, assim como Thorin (interpretado pelo "belo" Richard Armitage). Além disso, o público demonstrou uma "lealdade" ao personagem; Välisalo cita como ilustração comentários como "Thranduil realmente me conquistou" e "a maquiagem e o design do personagem foram um sucesso perfeito."

### J. R. R. Tolkien
1. ↑  (Tolkien 1996), II: "O Apêndice sobre Línguas", Línguas no final da Terceira Era
2. 1 2  (Tolkien 1955), Apêndice B
3. 1 2 3  (Tolkien 1980), "A História de Galadriel e Celeborn", "Apêndice B: Os Príncipes Sindarin dos Elfos Silvanos"
4. 1 2  (Tolkien 1937), cap. 8 "Moscas e Aranhas"
5. ↑  (Tolkien 1980), p. 335
6. ↑  (Tolkien 1980), p. 276
7. ↑  (Tolkien 1954), Livro 1, cap. 8 "O Caminho para Isengard"
8. ↑  (Tolkien 1937), cap. 1 "Uma Festa Inesperada"
9. 1 2 3  (Tolkien 1937), cap. 9 "Barris Foras de Controle"
10. ↑  (Tolkien 1937), cap. 17 "A Explosão das Nuvens"
11. ↑  (Tolkien 1954a), livro 2, cap. 2 "O Conselho de Elrond"